# Lampion drvo
Lampion drvo (Metličasta kelreuterija; lat. Koelreuteria paniculata) je listopadno brzorastuće drvo iz porodice Sapindaceae. Raste u istočnoj Aziji, Kini i Koreji. Koristi se u hortikulturi. Mladi listovi i izdanci, te prženi plodovi su jestivi.' Izuzetno je medonosna.

## Opis
Samo ime mu je došlo po plodovima koji ujesen dobiju crvene narandžasto žutu boju, pa izgledaju poput upaljenog lampijona ili fenjera. Stablo manje do srednje veličine, naraste do visine oko 7 metara. Krošnja kupolasta oblika. Listovi perasti, dužine najviše 40 cm, pojedinačni listovi veličine do 8 cm. Cvjetovi žuti, plod crna zrna veličine graška, zatvorena u mjehurasti balonzelene odnosno u zrelom stanju smeđe boje.

## Galerija
- Stablo
- Deblo
- krošnja
- Listovi
- Plodovi u jesen

## Vanjske poveznice
http://www.pfaf.org/user/Plant.aspx?LatinName=Koelreuteria+paniculata